# One Shot '80 Volume 17
One Shot '80 Volume 17 è la diciassettesima raccolta di canzoni degli anni '80, pubblicata in Italia dalla Universal su CD (catalogo 024 9 81722 5) e cassetta nel 2003, appartenente alla serie One Shot '80 della collana One Shot.

## Tracce
Il primo è l'anno di pubblicazione del singolo, il secondo quello dell'album; altrimenti coincidono. 
1. Frank Stallone – Far from Over (in Staying Alive) – 3:54 (Frank Stallone, Vince DiCola) – 1983
2. Modern Talking – Brother Louie '98 – 3:35 (Dieter Bohlen) – 1998
3. Christopher Cross – Ride Like the Wind (single version) – 3:56 (Christopher Cross) – 1979, 1980
4. Gino Vannelli – Wild Horses – 4:40 (Gino Vannelli, Roy Freeland) – 1987
5. Dan Hartman – I Can Dream About You (dal film 'Streets of Fire') – 4:10 (Daniel Hartman) – 1984
6. New Order – True Faith (album version) – 5:52 (Stephen Hague, Peter Hook, Bernard Sumner, Stephen Morris, Gillian Gilbert) – 1987
7. Mandy Smith – I Just Can't Wait – 3:22 (Mike Stock, Matt Aitken, Pete Waterman) – 1987, 1988
8. Howard Jones – Like to Get to Know You Well – 3:59 (Howard Jones) – 1984, 1985
9. Bruce Hornsby and the Range – The Way It Is – 4:57 (Bruce Hornsby) – 1986
10. Matthew Wilder – Break My Stride – 2:59 (Matthew Wilder, Gregory Prestopino) – 1983
11. Philip Bailey – Walking on the Chinese Wall – 3:39 (Roxanne Seeman, Bill Hughes) – 1985, 1984
12. Level 42 – The Sun Goes Down (Living It Up) (album version) – 4:16 (Wally Badarou, Phil Gould, Mark King, Mike Lindup) – 1983
13. Corey Hart – Eurasian Eyes – 5:28 (Corey Hart) – 1986, 1985
14. Chaz Jankel – Glad to Know You – 6:43 (Charles Jankel, Ian Dury) – 1981
15. Taco – Puttin' on the Ritz – 4:33 (Irving Berlin) – 1982
16. Tears for Fears – Sowing the Seeds of Love (album version) – 6:16 (Roland Orzabal, Curt Smith) – 1989
17. Europe – Carrie – 4:30 (Joey Tempest, Mic Michaeli) – 1986